# Mindaugas Gudas
Mindaugas Gudas (* 2. Dezember 1977 in Vilnius) ist ein litauischer ehemaliger Politiker,  Vizeminister für Umwelt (2016–2017).

## Leben
Nach dem Abitur absolvierte Mindaugas Gudas das Bachelorstudium der Geografie und Masterstudium der Hydrometeorologie.  Von 2005 bis 2009 promovierte er über Flüsse Litauens an der Lietuvos žemės ūkio universitetas (jetzt Aleksandras-Stulginskis-Universität) in der Rajongemeinde Kaunas.  Er wurde Beamter  und arbeitete bei Aplinkos apsaugos agentūra (AAA). Von 2008 bis 2016 leitete er als Direktor das Departament Flussmanagement an der AAA. Ab Dezember 2016 war Gudas stellvertretender Umweltminister Litauens als Stellvertreter von Kęstutis Navickas im Kabinett Skvernelis. Im Oktober 2017 trat er wegen der Vorwürfe zurück. Sein Nachfolger wurde Dalius Krinickas.